# Milíře
Milíře – miejscowość i gmina (obec) w Czechach, w kraju pilzneńskim, w powiecie Tachov. W 2022 roku liczyła 245 mieszkańców.